# Rodrigo Arocena
Rodrigo Arocena, né le 23 février 1947 à Montevideo, mathématicien et recteur de l'université de la République d'Uruguay à Montevideo.
En 1979, Rodrigo Arocena est diplômé de Mathématiques à l'université centrale du Venezuela de Caracas.
Pendant la dictature militaire de 1973 à 1985, Rodrigo Arocena fut d'abord emprisonné, puis s'exila de son pays. C'est lors de son exil, qu'il passe son doctorat de mathématiques au Venezuela. Dans le domaine des mathématiques, il a publié entre 1979 et 1998, quelque 40 articles de mathématiques.
Depuis juillet 2006, il est recteur de la principale université de l'Uruguay, l'université de la République.